# Resonanzfluoreszenz

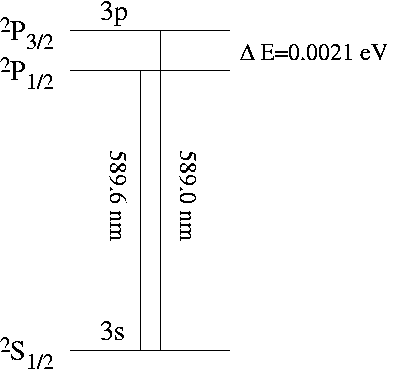
Termschema des Natrium-Atoms mit seinen diskreten, für die D-Linien verantwortlichen Energieniveaus

Resonanzfluoreszenz ist ein Spezialfall der Fluoreszenz, der bei der Anregung von Atomen mit elektromagnetischen Wellen auftritt, beispielsweise mit Licht. Dabei wird ein Atom mit diskreten Energieniveaus zunächst mit einem Photon passender Wellenlänge λex (z. B. gelbes Licht für die Natrium-D-Linie) in einen angeregten Zustand gebracht. Wenig später fällt es wieder in seinen Grundzustand zurück und emittiert spontan ein Photon derselben Wellenlänge λem = λex.
Im Gegensatz zur Fluoreszenz bei komplexeren Farbstoffmolekülen (z. B. Fluoreszein oder grün fluoreszierendes Protein) tritt hier also keine Stokes-Verschiebung λex − λem zwischen Anregungs- und Fluoreszenzphotonen auf. Dies liegt daran, dass Atome nicht durch Schwingung strahlungsfrei relaxieren.
Neben der Absorption des Photons in der Atomhülle kann auch eine Absorption hochenergetischer Photonen durch den Atomkern erfolgen. Wenn der Kern dann in einem Schritt in den Grundzustand übergeht, besitzt das emittierte Photon gleiche Energie. Bei einem hochenergetischeren Photon spricht man von Kernresonanzfluoreszenz.